# 1088 Mitaka
1088 Mitaka је астероид главног астероидног појаса са средњом удаљеношћу од Сунца која износи 2,201 астрономских јединица (АЈ).
Апсолутна магнитуда астероида је 11,39 а геометријски албедо 0,224.